# 小行星4638
小行星4638（4638 Estens）是一颗绕太阳运转的小行星，为主小行星带小行星。该小行星于1989年3月2日发现。

## 轨道参数
小行星4638的轨道半长轴为2.1931982 UA，离心率为0.09。